# Ocna Sibiului
Ocna Sibiului (tysk: Salzburg; ungarsk: Vízakna) er en by i centrum af distriktet Sibiu i det sydlige Transsylvanien, i det centrale Rumænien, 10 km nordvest for distriktshovedstaden Sibiu. Byen administrerer en enkelt landsby, Topârcea (Tschapertsch; Toporcsa).
Byen har 3.434 (2021) indbyggere. Ved folketællingen i 2011 var 89,4 % af indbyggerne rumænere og 9,7 % ungarere.

## Beliggenhed
Den lille by Ocna Sibiului er en kurby omgivet af store enge og egeskove - ligger på det Transsylvanske Plateau på den øvre del af floden Vișa (White Brook) i den sydøstlige del af Zekesch-plateauet (Podișul Secașelor). I den østlige del af distriktet Sibiu ligger landsbyen ved amtsvejen (Drum județean) DJ 106B og jernbanelinjen Sibiu-Copșa Mică. Sibiu lufthavn i distriktets hovedstad (Sibiu) ligger ca. 18 kilometer sydøst for Ocna Sibiului.

## Historie
Stedet blev første gang nævnt i et dokument fra 1263. Landsbyens bosættelse går dog betydeligt længere tilbage i tiden. To kilometer vest for Ocna Sibiului, på det sted, der af de lokale kaldes Fața vacilor (ungarsk Tehenek oldala), blev der ifølge C. Gooss, H. Schroller, M. Roska' og andre er der gjort adskillige arkæologiske fund, der peger på bondestenalderen.
Salzburgs historie har altid været tæt forbundet med saltudvinding. Den sidste saltmine blev lukket i 1931.
De første badeanstalter blev åbnet i 1845.
I forbindelse med udviklingen omkring den Ungarske revolution i 1848 fandt "Slaget ved Vízakna" sted nær Salzburg den 4. februar 1849, hvor den ungarske Honvéd-hær under József Bem led et nederlag mod den østrigske general Anton Puchner.
I første halvdel af det 19. århundrede blev Salzburg Spa officielt åbnet. Efter en støt økonomisk udvikling af kurbadet blev det nationaliseret i 1948. I begyndelsen af 1990'erne drives kurstedet kun halvårligt og først siden 2002 igen hele året rundt med reduceret kapacitet. I 2006 åbnes kurbadet officielt.
- Bad Vizakna (1904).
- Bad Vizakna før 1918
- Udsigt mod Ocna Sibiului (set fra øst)
- Befæstet kirke fra den  ungarske reformerede kirke
- Ortodoks kirke
- Kuranlæg
- Kuranlæg
- Udsigt over søerne ved Ocna Sibiului
- Brâncoveanu-søen
- Ved Lacu Negru (Sorte sø)
- Ocnița-søen